# 遠山麻衣子
遠山 麻衣子（とおやま まいこ、1980年6月11日 - ）は日本のお菓子系アイドル。

## 来歴
1990年代末に『ラッキークレープ』などのお菓子系雑誌のグラビアで活動。1999年秋には尾崎誠撮影の写真集『妖精女』（バウハウス、ISBN 4-89461-147-3）、イメージビデオ『美少女EROS恋写館 VOLUME 67 めばえ』（英知出版）でヘアヌードを公開した。